# Coenotephria tenuifasciata
Coenotephria tenuifasciata là một loài bướm đêm trong họ Geometridae.